# No Heroes
No Heroes è il sesto album in studio del gruppo musicale metalcore statunitense Converge, pubblicato nel 2006 dalla Epitaph Records.

## Tracce
1. Heartache – 1:43
2. Hellbound – 1:07
3. Sacrifice – 1:37
4. Vengeance – 0:58
5. Weight of the World – 1:25
6. No Heroes – 3:43
7. Plagues – 4:43
8. Grim Heart/Black Rose – 9:34
9. Orphaned – 1:39
10. Lonewolves – 2:18
11. Versus – 2:09
12. Trophy Scars – 4:59
13. Bare My Teeth – 2:02
14. To the Lions – 3:40

## Formazione
- Jacob Bannon - voce
- Kurt Ballou - chitarra, cori, organo
- Nate Newton - basso, cori
- Ben Koller - batteria